# 표현 가능 함자
범주론에서 표현 가능 함자(表現可能函子, 영어: representable functor)는 어떤 요네다 함자와 자연 동형인 함자이다.

## 정의
국소적으로 작은 범주 {\displaystyle {\mathcal {C}}}에서 집합의 범주로 가는 함자 {\displaystyle F}의 표현 {\displaystyle (X,\Phi )}은 다음과 같은 순서쌍이다.
- {\displaystyle X\in {\mathcal {C}}}는 {\displaystyle {\mathcal {C}}}의 대상이다.
- {\displaystyle \Phi \colon \hom(X,-)\implies F}는 자연 동형이다.

표현 가능 함자는 적어도 하나의 표현이 존재하는 함자이다.
국소적으로 작은 범주 {\displaystyle {\mathcal {C}}}에서 집합의 범주로 가는 함자 {\displaystyle F}의 보편 원소 {\displaystyle (X,u)}는 다음과 같은 순서쌍이다.
- {\displaystyle X\in {\mathcal {C}}}는 {\displaystyle {\mathcal {C}}}의 대상이다.
- {\displaystyle u\in F(X)}는 다음 조건을 만족시키는 원소이다.
  - 임의의 {\displaystyle Y\in {\mathcal {C}}} 및 {\displaystyle v\in F(Y)}에 대하여, {\displaystyle Ff\colon u\mapsto v}인 유일한 사상 {\displaystyle f\colon X\to Y}가 존재한다.

함자의 표현들은 그 보편 원소와 일대일 대응한다. 표현 {\displaystyle (X,\Phi )}에 대응하는 보편 원소 {\displaystyle (X,u)}는 다음과 같다.
{\displaystyle u=\Phi _{X}(\operatorname {id} _{X})}
반대로, 보편 원소 {\displaystyle (X,u)}에 대응하는 표현 {\displaystyle (X,\Phi )}는 다음과 같다.
{\displaystyle \Phi _{Y}(f)=(Ff)(u)\qquad \forall f\in \hom(X,Y)}

## 성질
주어진 함자의 표현들은 (만약 존재한다면) 모두 서로 표준적으로 동형이다. 즉, {\displaystyle F\colon {\mathcal {C}}\to \operatorname {Set} }의 두 개의 표현 {\displaystyle (X_{1},\Phi _{1})}, {\displaystyle (X_{2},\Phi _{2})}에 대하여,
{\displaystyle \Phi _{1}^{-1}\circ \Phi _{2}=\hom(\phi ,-)}
인 유일한 {\displaystyle \phi \in \hom(X_{1},X_{2})}가 존재한다.

## 예
{\displaystyle {\mathcal {P}}\colon \operatorname {Set} ^{\operatorname {op} }\to \operatorname {Set} }가 집합을 그 멱집합으로 대응시키고, 함수를 그 역함수 {\displaystyle f^{-1}\colon S\mapsto \{x\colon f(x)\in S\}}로 대응시키는 함자라고 하자. 그렇다면 {\displaystyle (X,u)=(\{0,1\},\{1\})}은 보편 원소를 이룬다.
대수 구조 다양체의 범주 {\displaystyle {\mathcal {V}}}의 경우, 항상 망각 함자 {\displaystyle F\colon {\mathcal {V}}\to \operatorname {Set} } 및 그 수반 함자인 자유 함자 {\displaystyle G\colon \operatorname {Set} \to {\mathcal {V}}}가 존재한다. 이 경우, 보편 원소는 {\displaystyle (G(\{\bullet \}),\bullet )}이 된다. 여기서 {\displaystyle \{\bullet \}}은 크기가 1인 임의의 집합이다.
위상 공간의 범주 {\displaystyle \operatorname {Top} }의 망각 함자 {\displaystyle F\colon \operatorname {Top} \to \operatorname {Set} }의 보편 원소는 {\displaystyle (\{\bullet \},\bullet )}이다. 여기서 {\displaystyle \{\bullet \}}은 한원소 공간이다.
점을 가진 공간의 호모토피 범주에서 점을 가진 집합의 반대 범주로 가는 함자들의 표현 가능성은 브라운 표현 정리에 의하여 주어진다.

## 같이 보기
- 요네다 보조정리
- 부분 대상 분류자
- 모듈라이 공간